# Mykines (Mykines)
Mykines ['mi:tʃɪneːs] és un poble situat a l'illa de Mykines, a les illes Fèroe. Forma part del municipi de Sørvágur. L'1 de gener de 2021 tenia 16 habitants.
La localitat s'assenta a l'extrem occidental de la petita illa de Mykines. És l'únic nucli habitat d'una illa on no hi ha cap carretera. Per arribar-hi cal fer-ho en ferri o helicòpter. El ferri visita el poble 2 cops al dia de l'1 de maig al 31 d'agost; els mesos d'hivern no hi ha servei.

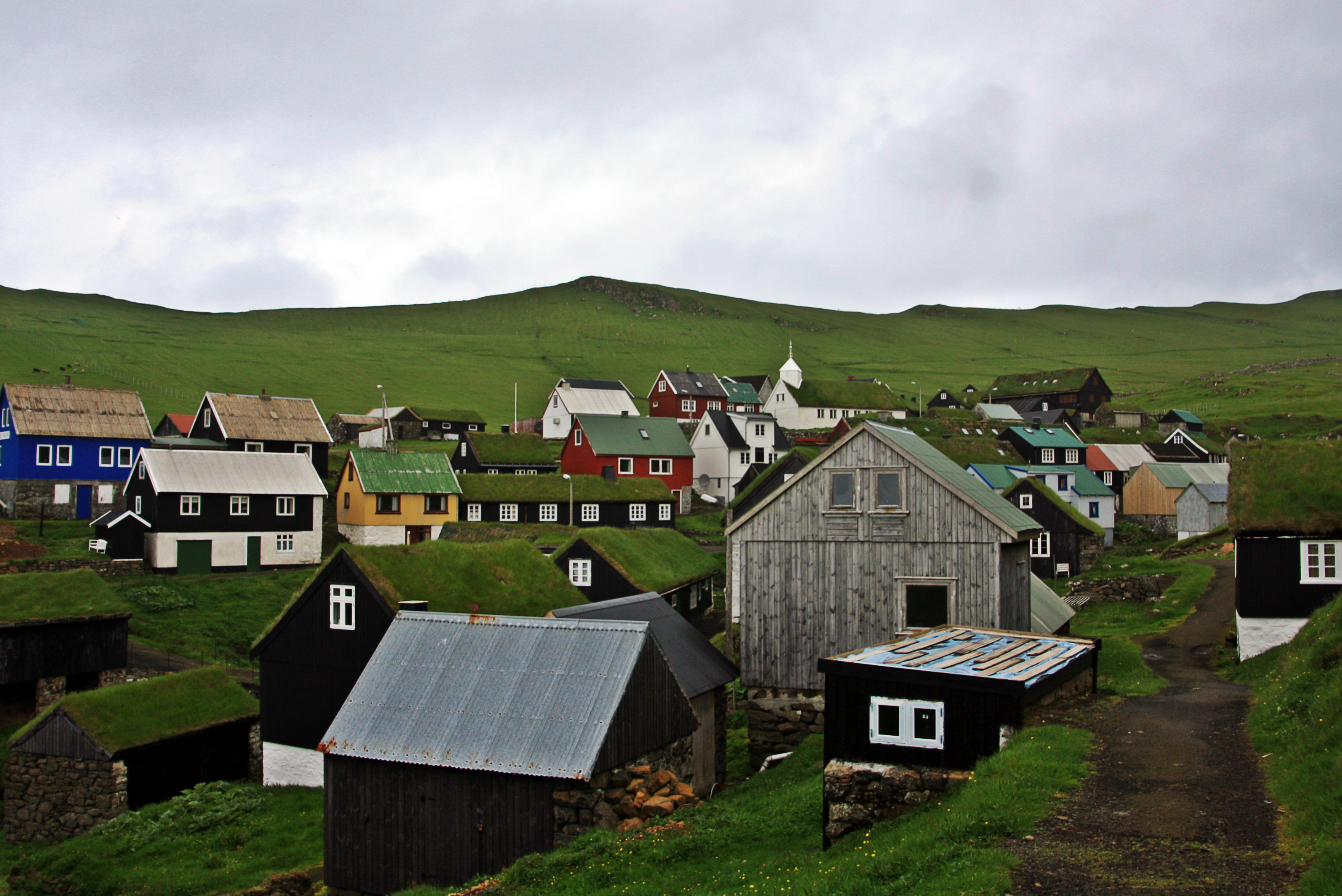
Mykines.

Enfront del poble hi ha la petita illa de Mykinesholmur. Un pont penjant de 35 metres d'alçada sobre el mar, que connecta les dues illes des del poble de Mykines, és el seu principal atractiu turístic més enllà de l'aspecte pintoresc de les seves cases.
Anàlisis palinològiques han demostrat q vers el 625 hi creixia ordi i civada a la zona, segurament conreats pels primers pobladors eremites o religiosos.
El 25 d'abril d'un any indeterminat entre el 1580 i el 1600 50 barques van naufragat amb tots els homes amb edat de treballar de Mykines. No hi va haver supervivents. Es considera que entre 200 i 300 homes van perdre-hi la vida, convertint-se en el pitjor naufragi que ha vist mai en un sol any l'arxipèlag.